# John Fenwick (3e baronnet)
John Fenwick, 3e baronnet (v. 1645 - 28 janvier 1697), est un conspirateur anglais jacobite.

## Biographie
Il est le fils aîné de William Fenwick, ou Fenwicke, membre d'une vieille famille du Northumberland. Il entre dans l'armée et devient Major général en 1688, mais avant cette date, il est élu à la suite de son père, comme député de Northumberland, comté qu'il représente de 1677 à 1687. Il est un partisan convaincu du roi Jacques II et, en 1685, est l’un des principaux partisans du Bill d'attainder contre le duc de Monmouth. Il reste en Angleterre lorsque Guillaume III monte sur le trône lors de la révolution de 1688.
Il a des problèmes financiers et en 1688, il vend à William Blackett (1er baronnet) les domaines familiaux et Wallington Hall pour 4000 £ et une rente de 2000 £ par an.
Il commence à comploter contre le nouveau roi William, et est brièvement emprisonné en 1689. Renouvelant ses complots à sa libération, il insulte publiquement la reine Mary en 1691 et il est pratiquement certain qu'il est impliqué dans les projets d'assassinat de William, révélés en 1695 et 1696. Après l'arrestation de ses compagnons conspirateurs, Robert Charnock et d’autres, il reste caché jusqu’à ce que la conduite imprudente de ses amis aboutisse à son arrestation en juin 1696.
Pour se sauver, il propose de révéler tout ce qu'il sait sur les conspirations jacobites ; mais ses aveux sont une farce et se limitent à des accusations contre certains des principaux seigneurs Whig, qui sont préjudiciables, mais non concluantes. À ce moment-là, ses amis ont réussi à écarter l'un des deux témoins et, dans ces circonstances, on pense que l'accusation de trahison devait échouer. Toutefois, le gouvernement surmonte cette difficulté en présentant un projet de loi qui, après une discussion longue et acrimonieuse, est adopté par les deux chambres du Parlement (lois 8 et 9 du testament. III c. 4 ). Sa femme persévère dans ses tentatives pour sauver sa vie, mais ses efforts sont vains. Fenwick est décapité à Londres le 28 janvier 1697, avec les mêmes formalités que celles habituellement observées lors de l'exécution d'un pair. Il est la dernière personne à avoir été exécutée en vertu d'un acte d'attainder.
Par son épouse Mary (décédée en 1708), fille de Charles Howard (1er comte de Carlisle) et de son épouse Anne Howard, il a trois fils et une fille, tous morts jeunes et enterrés avec Fenwick à St Martin-in-the-Fields.
Thomas Babington Macaulay dit que parmi tous les jacobites, les personnages les plus désespérés, il (Fenwick) est le seul pour qui William ressentait une intense aversion personnelle. On dit que la haine du roi contre lui date de l'époque où il était en service en Hollande et a été réprimandé par William, alors prince d'Orange. Un cheval, White Sorrel, appartenant à Fenwick figurait parmi les biens de sa succession confisqués par la Couronne et une chute de ce cheval était en partie responsable de la mort de William. Le cheval aurait trébuché en marchant sur un trou de taupe. En reconnaissance de cela, le toast secret des Jacobites était « Le petit monsieur en velours noir ». Il est également commémoré dans la chanson folklorique The Flower Among Them All de Sir John Fenwick.